# David de Keyser
David de Keyser (* 22. August 1927 in London, England; † 20. Februar 2021) war ein britischer Schauspieler.

## Leben
David de Keyser war Vater von Alexei de Keyser, Pia de Keyser und Thomas de Keyser. Er spielte die Hauptrolle in der BBC-Radio-4-Komödie The Attractive Young Rabbi mit Tracy-Ann Oberman. Er spielte auch u. a. in den Filmen Diamantenfieber, Doctors, Simon Magus und Ein Hauch von Sonnenschein mit. Im Film Im Geheimdienst ihrer Majestät synchronisierte er den Draco-Darsteller Gabriele Ferzetti. Später war er auch in der Serie Die Profis in der Folge Servant of Two Masters (Doppelleben) zu sehen.

## Filmografie
- 1955: ITV Television Playhouse (Fernsehserie, eine Folge)
- 1956: Lilli Palmer Theatre (Fernsehserie, eine Folge)
- 1957: Am Rande der Unterwelt
- 1959: William Tell (Fernsehserie, eine Folge)
- 1959–1962: Armchair Theatre (Fernsehserie, eine Folge)
- 1964: The Plain Man’s Guide to Advertising (Kurzfilm)
- 1964–1966: The Wednesday Play (Fernsehserie, zwei Folgen)
- 1965: Six (Fernsehserie, eine Folge)
- 1965: Fangt uns, wenn ihr könnt! (Catch Us If You Can)
- 1966: Sunday Night (Fernsehseriendokumentation, eine Folge)
- 1967: King-Kong, Frankensteins Sohn
- 1968: Separation
- 1968: Jung, blond und tödlich (The Vengeance of She)
- 1968: Der Todeskuss des Dr. Fu Manchu
- 1969: The Castle of Fu Manchu
- 1969: James Bond 007 – Im Geheimdienst Ihrer Majestät (	On Her Majesty’s Secret Service)
- 1970: Witnesses (Kurzfilm)
- 1970: Leo, der Letzte (Leo the Last)
- 1971: The Chairman’s Wife (Kurzfilm)
- 1971: Die Steppenreiter (The Horsemen)
- 1971: James Bond 007 – Diamantenfieber (Diamonds Are Forever)
- 1972: Circus der Vampire
- 1972: The Strauss Family (Fernsehserie, drei Folgen)
- 1973: Sergeant Madigan (Fernsehserie, eine Folge)
- 1973: ITV Saturday Night Theatre (Fernsehserie, eine Folge)
- 1973: Thriller (Fernsehserie, eine Folge)
- 1973: Mann, bist du Klasse! (A Touch of Class)
- 1973–1974: Crown Court (Fernsehserie, drei Folgen)
- 1974: Die sieben goldenen Vampire (The Legend of the 7 Golden Vampires)
- 1974: Mord im Orient-Express (Murder on the Orient Express)
- 1975: Die Zuflucht (The Hiding Place)
- 1975: Die romantische Engländerin (The Romantic Englishwoman)
- 1976: Mit Schirm, Charme und Melone (The New Avengers, Fernsehserie, eine Folge)
- 1976: Reise der Verdammten (Voyage of the Damned)
- 1976–1981: BBC2 Playhouse
- 1977: Valentino
- 1977: BBC2 Play of the Week (Fernsehserie, eine Folge)
- 1977: Inferno 2000 (Fernsehserie, eine Folge)
- 1978: Inspektor Clouseau - Der irre Flic mit dem heißen Blick (Revenge of the Pink Panther)
- 1978: Disraeli (Fernsehserie, zwei Folgen)
- 1978: Superman
- 1979: Collision Course (Fernsehfilm)
- 1979: Ike (Fernsehserie)
- 1979: Die Profis (The Profesionals, Fernsehserie, eine Folge)
- 1980: Flash Gordon
- 1980: Dick Turpin (Fernsehserie, eine Folge)
- 1981: Gateway to the South (Kurzfilm)
- 1981: Duet for One (Fernsehfilm)
- 1982: Golda Meir (Fernsehfilm)
- 1983: The Ploughman’s Lunch
- 1983: Yentl
- 1984: Tödliches Doppelspiel
- 1984: Robin of Sherwood (Fernsehserie, eine Folge)
- 1985: Christopher Columbus (Fernsehserie, vier Folgen)
- 1985: König David
- 1985: Thunder Rock (Fernsehfilm)
- 1985: Dr. Fischer aus Genf (Fernsehfilm)
- 1986: Yes, Prime Minister (Fernsehserie, eine Folge)
- 1987: Screenplay (Fernsehserie, eine Folge)
- 1987: London Embassy (Fernsehserie, eine Folge)
- 1988: Mord unter südlicher Sonne (Fernsehfilm)
- 1989: Weiße Zeit der Dürre
- 1989: Die Beichte des roten Agenten (Confessional, Fernsehserie, drei Folgen)
- 1989: Die Mörder warten schon (Red King, White Knight, Fernsehfilm)
- 1991: Jim Bergerac ermittelt (Bergerac, Fernsehserie, eine Folge)
- 1991–1992: The House of Eliott (Fernsehserie, neun Folgen)
- 1992: Leon the Pig Farmer
- 1992: Between the Lines (Fernsehserie, eine Folge)
- 1993: Agatha Christie’s Poirot (Fernsehserie, eine Folge)
- 1993: Death Train – Express in den Tod (Fernsehfilm)
- 1994: Under the Hammer (Fernsehserie, zwei Folgen)
- 1995–1997: Goodnight Sweetheart (Fernsehserie, zwei Folgen)
- 1997: Achterbahn der Gefühle (Have Your Cake and Eat It, Fernsehserie, vier Folgen)
- 1997: Original Sin (Fernsehserie, eine Folge)
- 1997: The Designated Mourner
- 1999: Simon Magus
- 1999: Sunshine - Ein Hauch von Sonnenschein
- 2000: Casualty (Fernsehserie, eine Folge)
- 2000: Die neun Leben des Tomas Katz (The Nine Lives of Tomas Katz)
- 2001: Still (Kurzfilm)
- 2001: Doctors (Fernsehserie, eine Folge)
- 2002: Believe Nothing (Fernsehserie, eine Folge)
- 2002: Waking the Dead – Im Auftrag der Toten (Fernsehserie, zwei Folgen)
- 2002: Oscar’s Orchestra (Fernsehserie, 37 Folgen)
- 2003: Der Poet
- 2003: The Herb Garden (Kurzfilm)
- 2003: The Statement – Am Ende einer Flucht
- 2004: The Last Detective (Fernsehserie, eine Folge)
- 2004: Island at War (Fernsehserie, eine Folge)
- 2005: New Tricks – Die Krimispezialisten (New Tricks, Fernsehserie, eine Folge)
- 2005: Rom (Fernsehserie, eine Folge)
- 2005–2011: Holby City (Fernsehserie, zwei Folgen)
- 2006: Silent Witness (Fernsehserie, zwei Folgen)
- 2006: Rom und seine grossen Herrscher (Fernsehserie, eine Folge)
- 2006: The 10th Man (Kurzfilm)
- 2008: God on Trial (Fernsehfilm)
- 2008: Good
- 2009: Casualty 1909 (Fernsehserie, eine Folge)
- 2010: Doctor Who (Fernsehserie, eine Folge)
- 2010: The Dark Room (Kurzfilm)
- 2010: Gin & Dry (Kurzfilm)
- 2013: Closer to the Moon
- 2014: Suspects (Fernsehserie, drei Folgen)